# カルロ・ディ・ドゥラッツォ

ドゥラッツォ公カルロの紋章

カルロ・ディ・ドゥラッツォ（Carlo di Durazzo, 1323年 - 1348年1月23日）は、ナポリ王国の貴族。アンジュー＝シチリア家のジョヴァンニ・ディ・ドゥラッツォとアニェス・ド・ペリゴールとの間の息子。ドゥラッツォ公。

## 生涯
カルロは1336年に父の跡を継ぎ、ドゥラッツォ公となった。
1343年4月21日、アルバ女伯マリア・ディ・カラブリアと結婚した。マリアはカラブリア公カルロの娘でナポリ女王ジョヴァンナ1世の妹に当たり、当初はハンガリー王ラヨシュ1世もしくはフランス王ジャン2世の妃となる予定であった。しかしカルロをナポリ王位継承に近づけるため、マリアはカルロと母アニェスにより誘拐され、カルロと結婚させられた。
カルロはジョヴァンナ1世の夫アンドレアの暗殺の謀略からは一線を画し、ジョヴァンナおよびその2度目の夫ターラント公ルイージとは対立した。カルロは支援を求め、ハンガリー宮廷と接触した。カルロは自身の目的のため、ラヨシュ1世の侵攻とジョヴァンナの逃亡を期待していたが、カルロは捕まえられアヴェルサでハンガリー人により斬首された。
アレクサンドル・デュマ・ペールは恋愛小説『ナポリのジャンヌ』（Jeanne de Naples）においてカルロをアンドレア暗殺の陰謀の首謀者とし、ハンガリー王によって死に至ったとしている。

## 子女
マリアとの間に5人の子女がいる。
- ルイージ（1343年12月 - 1344年1月14日）
- ジョヴァンナ（1344年 - 1387年） - ドゥラッツォ女公、1366年にボーモン＝ル＝ロジェ伯ルイ・ド・ナヴァールと結婚、次にウー伯ロベール4世と結婚
- アニェーゼ（1345年 - 1388年） - 1363年6月6日にヴェローナの支配者カンシニョーリオ・デッラ・スカラと結婚、1382年にターラント公およびラテン皇帝ジャック・デ・ボーと結婚
- クレメンティーナ（1346年 - 1363年）
- マルゲリータ（1347年 - 1412年） - 1368年に後にナポリ王となるグラヴィーナ伯カルロ・ディ・ドゥラッツォと結婚

マリアは後にターラント公フィリッポ2世と再婚した。